# Oberto I (vescovo)
Oberto I o Uberto (... – XI secolo) fu vescovo di Asti tra il 1037 ed il 1040.
Alcuni storici ipotizzano che Oberto, già vescovo di Alba, possa essere stato investito da Corrado II dell'episcopato astese  solo pro tempore, in un periodo di sede vacante.
Gli astigiani sollevarono una dura opposizione a proposito dell'elezione di Oberto e solo l'intercessione del papa riuscì a fare accettare il religioso.
In cambio i cives Astenses ottennero dall'imperatore il libero transito della valle di Susa per i loro commerci al nord.
Oberto rimase molto poco sulla sedia di Asti.
Nel 1040, compare già il vescovo Pietro II.